# Wojciech Pawlak
Wojciech Pawlak (Ostrów Wielkopolski, Voivodat de Gran Polònia, 31 d'octubre de 1969), va ser un ciclista polonès, que fou professional del 2000 al 2008. Com amateur va participar en dues edicions dels Jocs Olímpics.

## Palmarès
- 2003
  - 1r a la Wyscig Pasmen Gor Swietokryskich
  - 1r a la Int. Course 4 Asy Fiata Auto Poland i vencedor d'una etapa
- 2006
  - 1r al SEB Tartu GP
- 2008
  - Vencedor d'una etapa a la Szlakiem walk Major Hubal